# いかるが牛乳
株式会社いかるが牛乳（いかるがぎゅうにゅう、英: Ikaruga Milk Co.Ltd.）は大阪府大阪市住之江区に本社を置く牛乳ならびに乳製品メーカーである。

## 会社概要
大阪一帯から阪神・奈良・和歌山などを地盤とする乳業会社の一社。1923年に大阪市生野区にて個人牧場「鵤牧場」として個人創業を開始し、1950年に株式会社へ改組。1991年に現在の社名に改められ、現在に至る。
大阪市平野区には同一ブランド「いかるが牛乳」を扱ういかるが乳業という会社が存在するが、これは創業者一族の興した別会社であり、グループ企業ではない。
かつては個人宅配の割合が高かったこともあり、現在でも瓶牛乳の方のイメージが強い。
また1990年代初頭まで、ABCテレビのローカル枠で昼に放送されていた「ABC天気&ニュース」や、ABCラジオの「朝日新聞ニュース」（日曜日のみ）のスポンサーを務めていたことで知られる。
相手先ブランド製品として、くらしモア名義のプレーンヨーグルトを製造している。

## 関連会社
- 鵤牛乳運送株式会社
- 関西デイリー株式会社